# Hans Nielsen Hauge
Hans Nielsen Hauge (3. dubna 1771 – 29. března 1824) byl norský lidový luterský kazatel a klíčovou osobností duchovního probuzení v Norsku na počátku 19. století.
Pocházel ze selského venkovského rodu a neměl formální teologické vzdělání. Roku 1796 měl zvláštní duchovní zkušenost, která ho vedla ke kazatelské a spisovatelské činnosti. Procestoval celé Norsko a kázal, jeho knihy dosáhly značného ohlasu – odhaduje se, že je přečetlo na 100 000 obyvatel Norska. Hnutí haugiánů povzneslo Norsko nejen duchovně, ale i hospodářsky a politicky. Byl pronásledován některými představiteli norské státní církve a několikrát byl uvězněn.
Dědictví haugiánského hnutí významně ovlivňovalo norskou společnost až do poloviny 20. století.